# Złoty

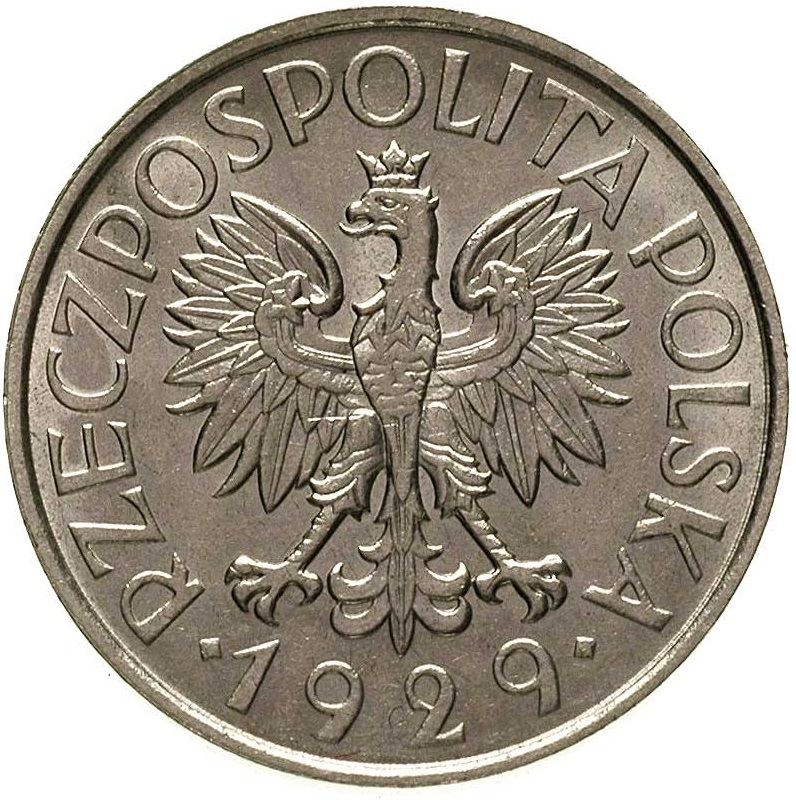
1-Złoty-Münze von 1929, mit dem Wappentier Polens, wie es erneut seit 1989 auf Münzen geprägt wird.

Der Złoty [ˈzwɔtɨ] (anhörenⓘ) ist die amtliche Währung der Republik Polen. Ein Złoty (abgekürzt zł) entspricht dabei 100 Groszy (abgekürzt gr). Die polnischen Pluralformen, die auf den Münzen und Geldscheinen erscheinen, sind złote und złotych.

## Geschichte

### Königreich Polen

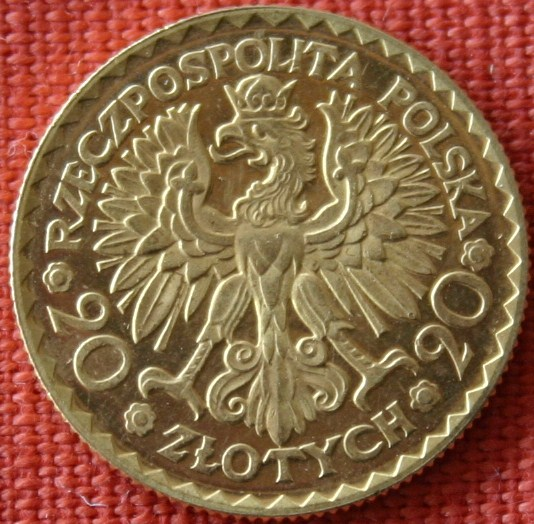
20-Złoty-Goldmünze von 1925, geprägt nach den Normen der LMU

Der Name des Złoty wird metonymisch vom polnischen Adjektiv złoty (für „der Goldene“) und dem Substantiv złoto (für „Gold“) zu Złoty in der Bedeutung „das goldene Geld“ abgeleitet; ähnlich wie im Deutschen, wo das Substantiv Gulden auf Gold zurückgeht.
Als Währungseinheit wurde der Złoty im Königreich Polen erstmals im 14. Jahrhundert eingeführt. Unter König  Sigismund I. wurden ab 1528 Gulden nach dem Vorbild des ungarischen Guldens in Krakau geprägt. Sein Wert entsprach anfänglich 30 Krongroschen, und dieser Wert blieb als Rechnungsmünze erhalten, auch als die Groschen im Laufe der Zeit immer minderwertiger ausgebracht wurden. Während des Novemberaufstands in Kongresspolen von 1830 wurden 2-Złoty-Stücke (43 48/125 Stück) und 5-Złoty-Stücke (17 211/625 Stück aus der Kölnischen Mark) mit dem polnisch-litauischen Wappen geprägt. 1841 wurde der Złoty durch Einführung der Rubelwährung abgeschafft.

### Zweite Republik

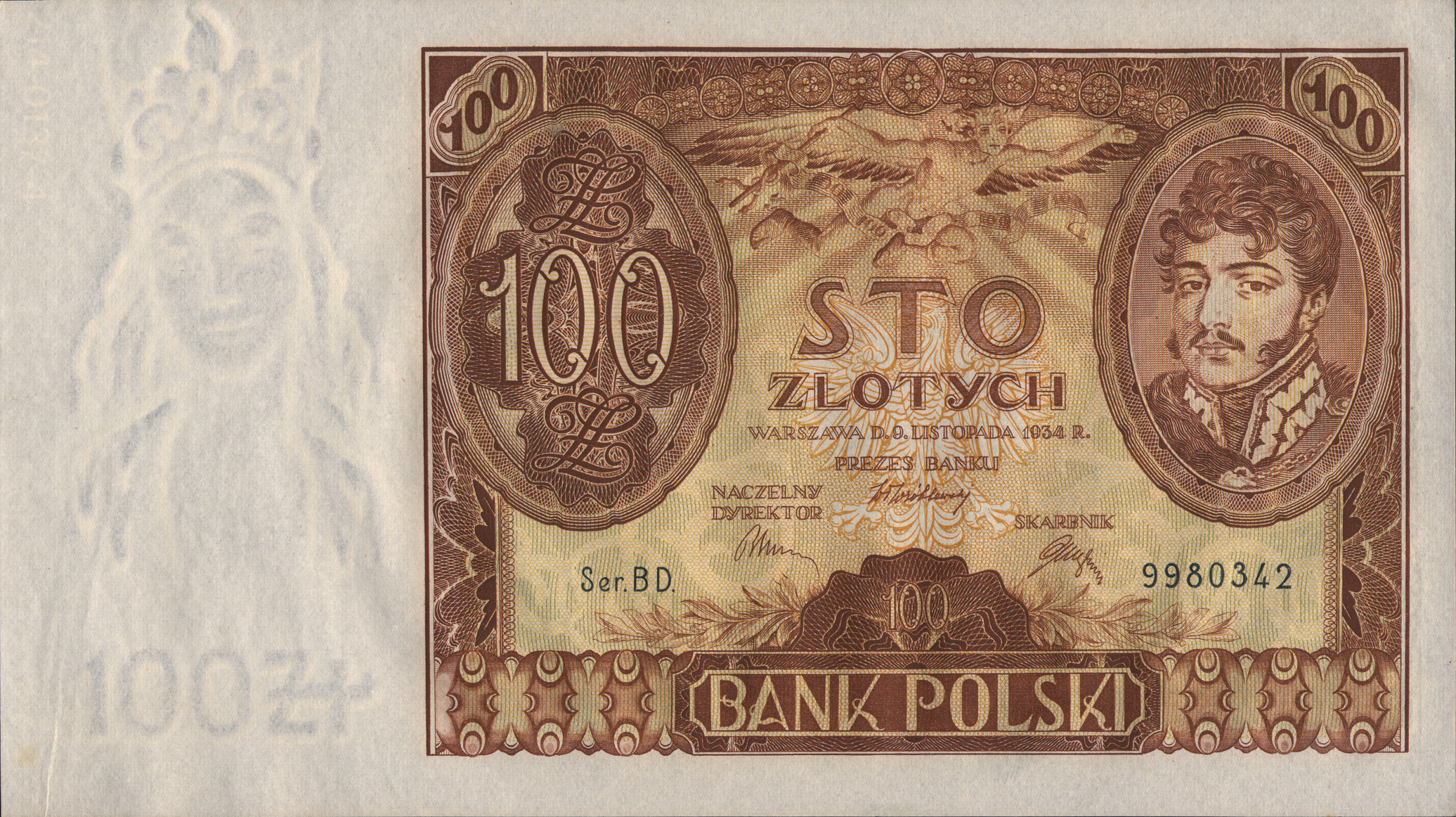
100-Złoty-Banknote 1934

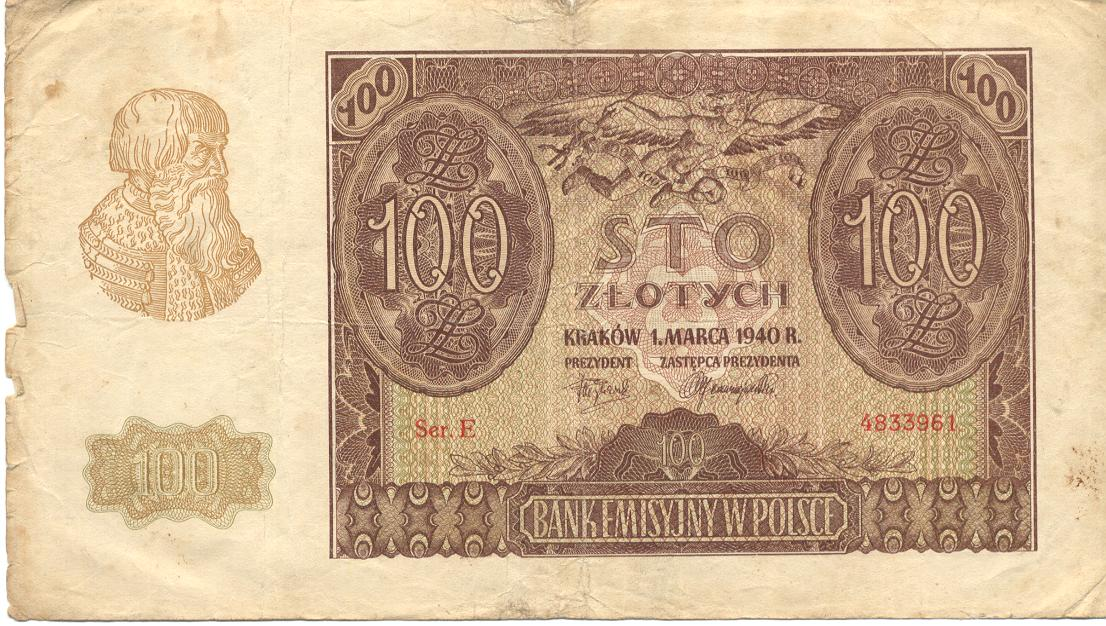
100-Złoty-Banknote unter deutscher Besatzung bis 1945

1924 wurde der Złoty nach der Hyperinflation des Ersten Weltkriegs und dem damit verbundenen Geldchaos erneut eingeführt. Er ersetzte die Polnische Mark des Regentschaftskönigreichs Polen, die seit 1916 in Umlauf war und nach Gründung der Zweiten Polnischen Republik 1918 zunächst beibehalten wurde. Der damalige Umrechnungskurs war 1 Złoty = 0,1687 Gramm Gold (= 1.800.000 Polnische Mark). Im Umlauf waren: Banknoten von 5, 10, 20, 50, 100 und 500 Złoty; Banknoten von 1000 und 5000 Złoty waren vorbereitet, wurden aber nie eingeführt. Die Münzen waren: 2, 5 und 10 Złoty in Silber, es gab auch 10 und 20 Złoty in Gold (Sammlermünzen, diese Münzen waren nicht für den Zahlungsverkehr bestimmt und konnten stattdessen bis 1939 gegen Goldabgabe und Prägekosten von der polnischen Notenbank erworben werden), diese wurden geprägt nach den Normen der Lateinischen Münzunion zu 2,9 g Feingold für die 10 und 5,81 g Feingold für die 20-Złoty-Münze. Weiterhin wurden 1 Złoty, 50, 20 und 10 Groschen in Nickellegierung, 1, 2 und 5 Groschen in Bronze geprägt.

### Deutsche Besatzungszeit
Auch nach dem Zusammenbruch der Polnischen Republik durch den deutschen Einmarsch 1939 war der Złoty im von Deutschland besetzten Generalgouvernement einziges offizielles Zahlungsmittel. Es wurden aber von der neu gegründeten Emissionsbank in Polen neue Banknoten ausgegeben. Die im besetzten Ausland stationierten deutschen Soldaten, Verwaltungsangehörigen usw. erhielten ihren Sold bzw. ihr Gehalt in der lokalen Währung, zu festen Wechselkursen, ausbezahlt. Der offiziell festgelegte Wechselkurs betrug 2 Złoty = 1 RM. Im September 1938 hatte der Wechselkurs bei 100 Złoty = 47,05 RM gelegen.

### Volksrepublik
Nach Kriegsende 1945 kam es zu einer starken Inflation, man rechnete im Alltag in Tausenden (Durchschnittsgehalt: 20.000 Złoty). Es gab keine Münzen, nur Banknoten von 1, 2, 5, 10, 20, 50, 100, 500 und 1000 Złoty.
Durch die Währungsreform von 1949 wurde der Nennwert erhöht (Durchschnittsgehalt: etwa 1000 Złoty). Die Banknote mit dem höchsten Nennwert war 500 Złoty, auch Münzen wurden wieder eingeführt (1, 2, 5 und 10 Złoty und 1, 2, 5, 10, 20 und 50 Groschen). 1949 wurden zuerst alle Münzen in schwerer Nickellegierung ausgeführt, im gleichen Jahr ging man allerdings zu Aluminiummünzen über. In den 1970er Jahren prägte man auch 100-Złoty-Sammlermünzen in Silber (zusammen etwa 50 Ausgaben).
Im Laufe der 1980er Jahre erlebte der Złoty hohe Inflationsraten. So wurden noch 1982 ein 10- und ein 20-Złoty-Schein eingeführt, 10 Jahre später musste eine 2-Millionen-Złoty-Banknote eingeführt werden, der höchste Nennwert im Rahmen dieser Inflation. Um 1990 kostete ein Brot in Polen etwas mehr als 100 Złoty.

### Nach 1989

Wechselkurs des Euros zum Złoty seit 1999

Mit der Einführung der marktwirtschaftlichen Reformen im Jahr 1990 gingen die Inflationsraten dank der strikten monetären Politik der polnischen Nationalbank kontinuierlich zurück. Im 1. Quartal 2003 betrug die Inflationsrate nur noch 0,6 Prozent.
Am 1. Januar 1995 wurde der Złoty zum Faktor 1 : 10.000 neu bewertet. Der Nowy Złoty erhielt den ISO-Code PLN (der alte hatte das Kürzel PLZ). 10.000 PLZ sind demnach 1 PLN. Die alten PLZ (Noten außer von 10, 20 und 50 Złoty) waren noch bis Ende 1997 gültig. Bei der Währungsumstellung wurden neue Münzen und Scheine eingeführt. Es existieren Banknoten zu 10, 20, 50, 100, 200 und 500 Złoty.
Nach dem Beitritt Polens zur EU am 1. Mai 2004 erlebte der Złoty eine rapide Aufwertung. In den zehn Monaten nach dem Beitritt wertete er gegenüber dem Euro um 24 Prozent und gegenüber dem US-Dollar um 37 Prozent auf. Am 4. Juli 2008 überschritt er erstmals seinen Höchststand vom Juni 2001, am 28. Juli 2008 hatte er seinen höchsten Stand bei 3,2053 Złoty für einen Euro. Im halben Jahr darauf fiel der Wert des Złoty während der Finanzkrise steil ab; im Februar 2009 erreichte er bereits fast seinen historischen Tiefststand von 4,9346 Złoty für einen Euro vom 20. Februar 2004.

## Diskussion über Ersetzung durch den Euro
Der Beitritt Polens zur Europäischen Union am 1. Mai 2004 bedeutete nicht die Einführung des Euro in Polen. Zwar enthielt der Beitrittsvertrag eine Verpflichtung, die Einhaltung der EU-Konvergenzkriterien anzustreben und der Europäischen Währungsunion (EWU) beizutreten, jedoch ohne Zeitvorgaben. Um der EWU beitreten zu können, muss Polen zunächst mindestens zwei Jahre Mitglied des Wechselkursmechanismus II („Eurowarteraum“) gewesen sein. 2011 äußerte der polnische Außenminister Radosław Sikorski, dass Polen innerhalb von vier Jahren, also bis 2015/2016, den Euro als offizielle Währung einführen könne und möchte, wenn bis dahin in der Eurozone bestimmte Reformen umgesetzt würden und die Einführung der Gemeinschaftswährung polnischen Interessen diene.
2012 erklärten Finanzminister Jacek Rostowski und Ministerpräsident Donald Tusk, dass der Euro aufgrund der Krise im Euroraum doch nicht wie geplant eingeführt werden solle. Trotzdem bleibe das Erreichen der Maastricht-Kriterien ein erklärtes Ziel der Regierung. Eine rechtliche Hürde könnte die Stellung der Polnischen Nationalbank in Art. 227 der polnischen Verfassung sein.

## Bargeld

### Münzen
Optisch ähnelt die 1-Euro-Münze stark der 2-Złoty-Münze und die 2-Euro-Münze der 5-Złoty-Münze.
Alle Münzen tragen auf einer Seite das Wappen Polens als Motiv. Die Wertseiten werden geschmückt durch Kränze und Blätter, wobei deren Anzahl dem Wert der Münze in Złoty oder Grosz entspricht. Am 3. März 2014 wurden neue 1-, 2- und 5-Grosz-Münzen herausgegeben. Sie sind aus Stahl, messingplattiert.
Ab 2017 wurden auch neue 10-, 20- und 50-Grosz-Münzen sowie eine neue 1-Złoty-Münze herausgegeben. Die Seite mit dem abgebildeten Münzwert ist gleich geblieben und die Rückseite wurde optisch minimal verändert.
| Münzwert  | Vorderseite | Rückseite | Farbe                             | Durchmesser | Gewicht | Rand                   | Ausgabejahre                                |
| --------- | ----------- | --------- | --------------------------------- | ----------- | ------- | ---------------------- | ------------------------------------------- |
| 1 Grosz   |             |           | messingfarben                     | 15,5 mm     | 1,64 g  | geriffelt              | 1990–1993, 1995, 1997–2021                  |
| 2 Grosze  |             |           | messingfarben                     | 17,5 mm     | 2,13 g  | glatt                  | 1990–1992, 1997–2021                        |
| 5 Groszy  |             |           | messingfarben                     | 19,5 mm     | 2,59 g  | unterbrochen geriffelt | 1990–1993, 1998–2021                        |
| 10 Groszy |             |           | silber                            | 16,5 mm     | 2,51 g  | unterbrochen geriffelt | 1990–1993, 1998–2021                        |
| 20 Groszy |             |           | silber                            | 18,5 mm     | 3,22 g  | geriffelt              | 1990–1992, 1996–2021                        |
| 50 Groszy |             |           | silber                            | 20,5 mm     | 3,94 g  | geriffelt              | 1990–1992, 1995, 2008–2021                  |
| 1 Złoty   |             |           | silber                            | 23,0 mm     | 5,00 g  | unterbrochen geriffelt | 1990–1995, 2008–2010, 2012–2021             |
| 2 Złote   |             |           | außen messingfarben, innen silber | 21,5 mm     | 5,21 g  | glatt                  | 1994–1995, 2005–2010, 2014–2021             |
| 5 Złotych |             |           | außen silber, innen messingfarben | 24,0 mm     | 6,54 g  | unterbrochen geriffelt | 1994, 1996, 2008–2010, 2015–2017, 2020–2021 |

### Banknoten
Auf den Banknoten sind seit 1994 historisch bedeutende Herrscher Polens abgebildet. 2014 wurden neue 10-, 20-, 50- und 100-Złoty-Scheine mit verbesserten Sicherheitsmerkmalen herausgegeben, das Design wurde größtenteils beibehalten. Bis 2015 existieren fünf verschiedene Auflagen.
Mit neuen Sicherheitsmerkmalen ausgestattete 200-Złoty-Scheine wurden ab 2016 herausgegeben. 2017 kam ein gänzlich neuer 500-Złoty-Schein heraus.
2021 kündigte Adam Glapiński an, dass die 1000-Zloty-Banknote in Verkehr gebracht wird.
| Notenwert    | Vorderseite | Rückseite | Größe       | Farbe     | Porträt                      | Datum               | Datum            |
| Notenwert    | Vorderseite | Rückseite | Größe       | Farbe     | Porträt                      | in Verkehr gebracht | modernisiert     |
| ------------ | ----------- | --------- | ----------- | --------- | ---------------------------- | ------------------- | ---------------- |
| 10 Złotych   |             |           | 120 × 60 mm | braun     | Herzog Mieszko I.            | 1. Januar 1995      | 7. April 2012    |
| 20 Złotych   |             |           | 126 × 63 mm | violett   | König Bolesław I.            | 1. Januar 1995      | 7. April 2012    |
| 50 Złotych   |             |           | 132 × 66 mm | blau      | König Kazimierz III.         | 1. Januar 1995      | 7. April 2012    |
| 100 Złotych  |             |           | 138 × 69 mm | grün      | König Władysław II. Jagiełło | 1. Januar 1995      | 7. April 2012    |
| 200 Złotych  |             |           | 144 × 72 mm | gelb      | König Zygmunt I.             | 1. Januar 1995      | 12. Februar 2016 |
| 500 Złotych  |             |           | 150 × 75 mm | grau      | König Jan III. Sobieski      | 10. Februar 2017    | -                |
| 1000 Złotych |             |           | unbekannt   | unbekannt | Königin Hedwig von Anjou     | geplant             | geplant          |